# Joe Macari

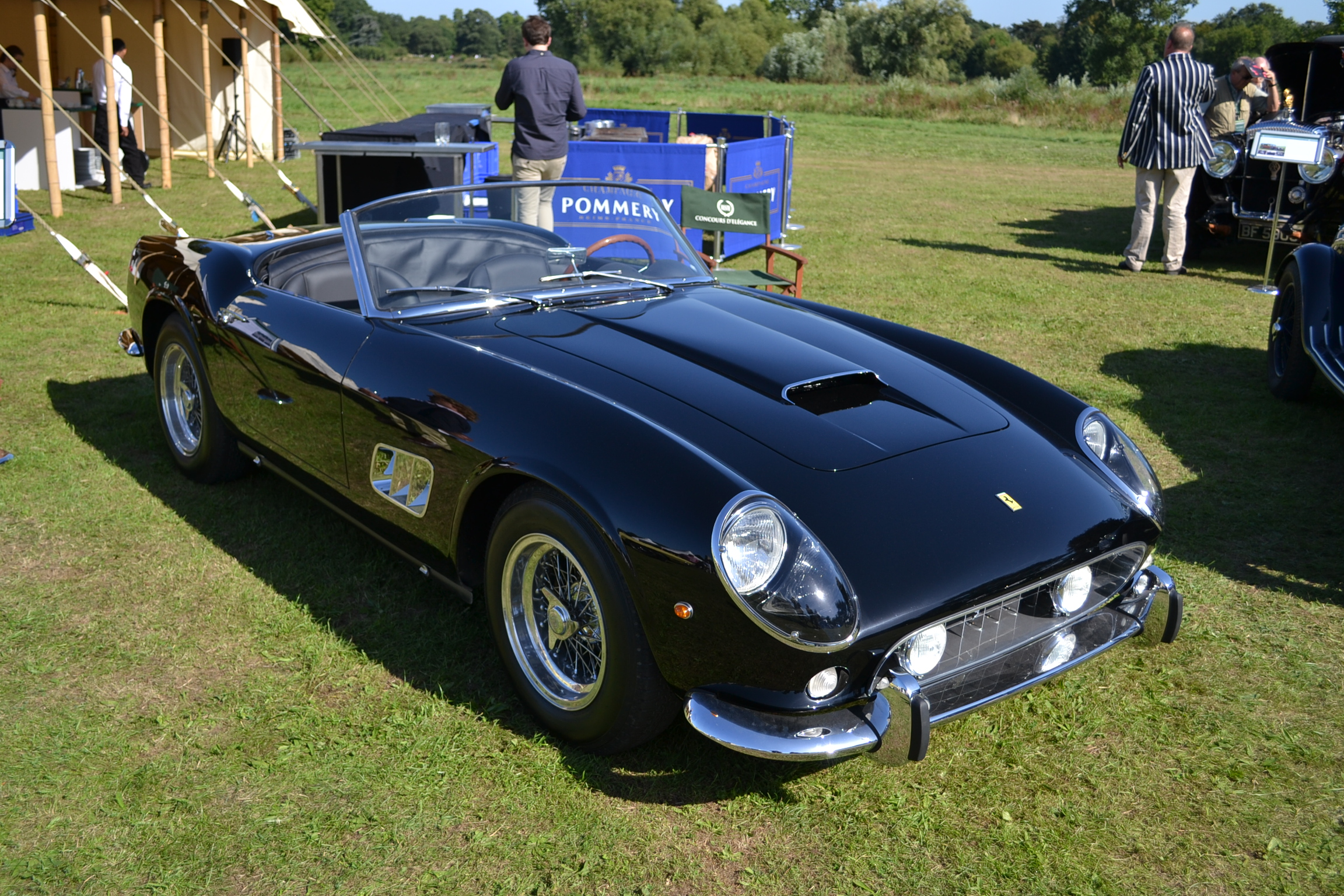
Der bei Joe Macari restaurierte Ferrari 250 GT SWB California aus dem Jahr 1961, Fahrgestellnummer 2377

Mark Joseph „Joe“  Macari (* 27. September 1966 in Aldershot) ist ein britischer Unternehmer und ehemaliger Autorennfahrer.

## Karriere als Rennfahrer
Joe Macari war bereits seit 1988 als Amateur bei Clubrennen aktiv, als er 2005 begann nationale und internationale Sportwagenrennen zu bestreiten. 2005 fuhr er einen Ferrari 360 Modena in der FIA-GT-Meisterschaft und gab sein Debüt beim 24-Stunden-Rennen von Le Mans. Nach dem 21. Rang bei der RAC Tourist Trophy (Sieger Pedro Lamy und Peter Kox im Werks-Aston Martin DBR9) gab es in Le Mans einen Ausfall.
2007 ging Macari neben seinen Einsätzen für JMB Racing, wo er in der FIA-GT-Meisterschaft einen Maserati MC12 GT1 fuhr, in Le Mans für AF Corse an den Start. Seine Partner im Ferrari 430 GT waren Ben Aucott und der britische Rennwagenkonstrukteur Adrian Newey. Das Trio erreichte den 22. Rang in der Gesamtwertung und den vierten Rang in der GT2-Klasse.

## Unternehmer
1988 begann Joe Macari mit der Reparatur von Automobilen, um mit den Gewinnen daraus seine Rennfahrerei finanzieren zu können. Aus den Anfängen einer Hinterhofwerkstatt wurde ein über die Grenzen des Vereinigten Königreichs hinaus bekannter Restaurator historischer Fahrzeuge der Marken Ferrari und Maserati. Bei Joe Macari Performance Cars in London werden auch Unfallfahrzeuge neu aufgebaut und exklusive historische Sport- und Rennwagen verkauft.

## Statistik

### Le-Mans-Ergebnisse
| Jahr | Team              | Fahrzeug               | Teamkollege     | Teamkollege  | Platzierung | Ausfallgrund  |
| ---- | ----------------- | ---------------------- | --------------- | ------------ | ----------- | ------------- |
| 2005 | Cirtek Motorsport | Ferrari 360 Modena GTC | Stefan Eriksson | Rob Wilson   | Ausfall     | Reifenschaden |
| 2007 | AF Corse          | Ferrari 430 GT         | Ben Aucott      | Adrian Newey | Rang 22     |               |

### Sebring-Ergebnisse
| Jahr | Team       | Fahrzeug        | Teamkollege | Teamkollege | Platzierung | Ausfallgrund |
| ---- | ---------- | --------------- | ----------- | ----------- | ----------- | ------------ |
| 2007 | JMB Racing | Ferrari F430 GT | Ben Aucott  | Rob Wilson  | Rang 19     |              |